# 拉姆福德 (緬因州普查規定居民點)
拉姆福德（英語：Rumford）是位於美國緬因州牛津縣的一個普查規定居民點。

## 人口
根據2020年美國人口普查的數據，拉姆福德的面積為20.68平方千米，當中陸地面積為20.38平方千米，而水域面積為0.30平方千米。當地共有人口4298人，而人口密度為每平方千米207.83人。